# Moderação

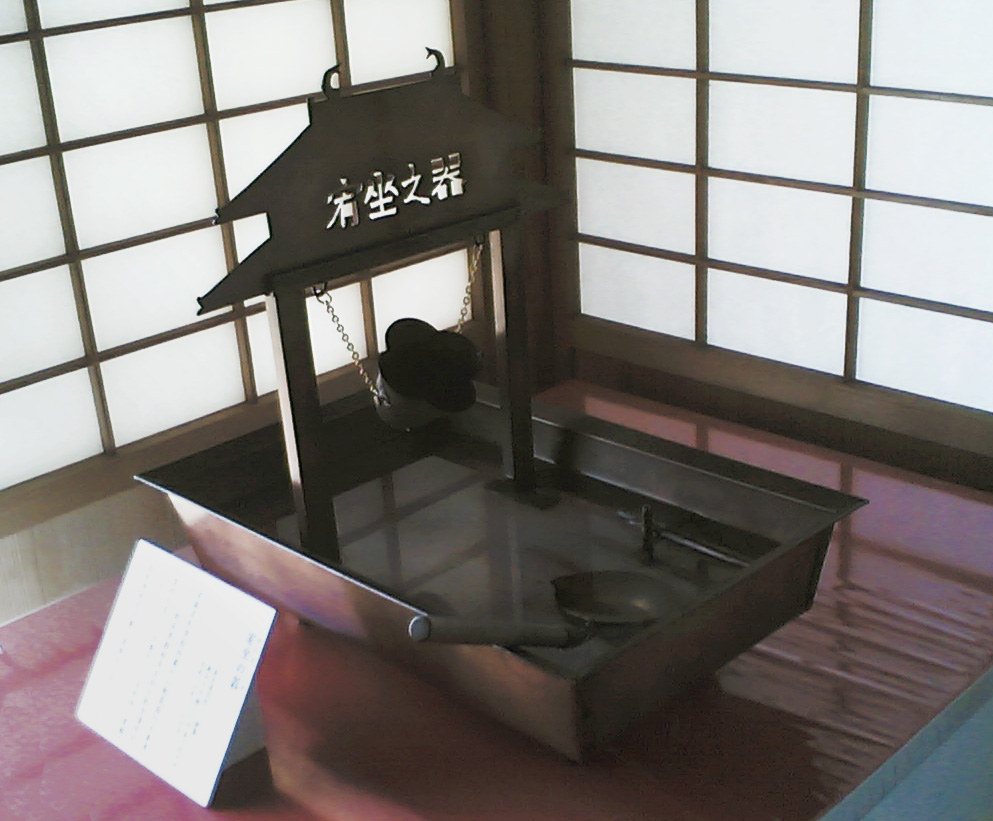
Um material didático em Ashikaga Gakko (Japão) para ensinar aos alunos a importância da moderação. O copo está inclinado quando está vazio. Quando você despeja água, ele fica na vertical. Se você derramar mais água, ele se inclina novamente.

Moderação é o processo de eliminar ou diminuir extremos. É usado para garantir a normalidade em todo o meio em que está sendo conduzido. 

## Moderação como virtude
Entendida como virtude, moderação equivale a restrição e prudência e, de certa forma, semelhante à humildade. É identificado como superior das Virtudes Cardeais, Temperança ou σωφροσύνη. Seu vício oposto é o conceito grego clássico de hybris, no qual heróis trágicos caem em excesso, excesso, orgulho ou orgulho. A defesa da moderação como sua virtude oposta gerou o tópico literário latino de Aurea mediocritas (no meio termo é virtude).

## Moderação como valor social
Propor a moderação como um dos valores da classe média ou burguesia foi feito como um dos mecanismos de identificação dessa classe social como alternativa à sociedade imponente do Antigo Regime; em oposição à classe alta dos privilegiados (especialmente a aristocracia) e à classe baixa dos camponeses pobres e da plebe urbana (que como ela eram membros do terceiro estado, mas careciam de riqueza). Estava ligada à sobriedade, estabilidade nos costumes, vida cotidiana e familiar, poupança, posse de uma propriedade média e uma maneira honesta de ganhar a vida.
Para Max Weber, esses valores conectam a ética protestante e o espírito do capitalismo, permitindo o investimento necessário para a acumulação de capital e vinculando-o ao calvinismo, com o qual sua tese visa explicar os diferentes desenvolvimentos socioeconômicos do norte e do sul. da Europa desde a Reforma. No entanto, comportamentos semelhantes também estavam presentes em certos ambientes sociais dos países católicos).
Esse tema da moderação aparece como constante nas reflexões morais de Robinson Crusoe (o herói do romance de Daniel Defoe), como o modo de vida que seu pai recomenda e no qual ele se vê repetidamente, para apesar de sua busca por aventura. Conceitos semelhantes são desenvolvidos, a partir de uma atitude crítica maior ou menor, com o triunfo desses valores no desenvolvimento da sociedade industrial ou da sociedade de classes; e pode ser visto nos romances de Charles Dickens (Os artigos póstumos do Pickwick Club, David Copperfield, Oliver Twist) ou em Os miseráveis de Victor Hugo.

## Moderação científica
Na epistemologia
Para a consideração estatística de uma variável ou para sua representação em um gráfico, é usual negligenciar os valores máximo e mínimo, especialmente quando eles se desviam excessivamente dos outros resultados (de uma amostra ou de qualquer outro tipo de coleta de dados, seja experimental ou não)), que é considerado ruído não significativo. Esse procedimento, comum em todos os tipos de trabalhos científicos, se usado indevidamente, pode ocultar resultados significativos e é um dos recursos mais utilizados para justificar a manutenção de um paradigma científico dominante quando questionado por dados experimentais.
Em outros contextos, como a pontuação de determinados eventos esportivos (trampolim, ginástica, patinação, etc.), esse recurso é utilizado para promover a equanimidade dos jurados.
Nas estatísticas
De qualquer forma, as medidas estatísticas (média, mediana, moda, desvio padrão) são, por natureza, uma moderação de todos os dados estudados.
Em física e química
Uma reação química pode ser moderada por um catalisador ou um inibidor - o que acelera ou desacelera, respectivamente.